# Synagoge (Maastricht)
De Synagoge van Maastricht is een Joodse synagoge in het centrum van de Nederlandse stad Maastricht. De uit 1840 daterende synagoge is gebouwd op een voormalig kloosterterrein op de hoek van de Bogaardenstraat en de Capucijnengang in de wijk Statenkwartier. Het gebouw van stadsarchitect Mathijs Hermans is sinds 1966 een rijksmonument. De Maastrichtse synagoge fungeert als hoofdsynagoge van Limburg en behoort tot het genootschap van de Nederlands-Israëlietische Hoofdsynagoge in Amsterdam.

## Geschiedenis

### Geschiedenis van de Joden in Maastricht
Reeds in de Middeleeuwen woonden er Joden in Maastricht. De oudste vermelding dateert uit 1295. Aangenomen wordt dat de Joden rond 1370, op het hoogtepunt van de pestepidemie, uit Maastricht zijn verdreven, zoals ook elders in Brabant gebeurde. Aanwijzingen voor een vestigingsverbod of pogroms (zoals in 1309 de moord op 110 Joden in kasteel Born) zijn er echter niet. In 1377 wordt in een document verwezen naar een plaats recte ex opposito quandam scole Judeorum ("recht tegenover de voormalige Joodse school"), waaruit blijkt dat de synagoge (of sjoel) toen niet meer in gebruik was. In een viertal Maastrichtse boeken uit de 14e eeuw zijn losse bladen met Hebreeuws schrift aangetroffen, waarschijnlijk de enige overblijfsels van de eerste Joodse gemeenschap van Maastricht, tevens de oudste van Nederland.
In tegenstelling tot West-Nederland, waar vanaf het eind van de 16e eeuw bloeiende Joodse gemeenschappen ontstonden, was er in Maastricht en elders in de Zuidelijke Nederlanden in deze periode vrijwel geen Joodse aanwezigheid, omdat hier het Spaanse vestigingsverbod voor Joden streng werd gehandhaafd. Ook na de aansluiting van de stad bij de Republiek der Verenigde Nederlanden in 1632 bleef het voor Joden lastig zich hier te vestigen. Met name de gilden (in Maastricht ambachten genoemd) bemoeiden zich om het aantal Joden tot een minimum te beperken. Joden werden tijdens het ancien régime alleen in de stad toegelaten als zij economisch voordeel brachten. Begin 18e eeuw woonden er weer aantoonbaar Joden in Maastricht. Door een geruchtmakende moord, gepleegd door een Joods liefdespaar in 1712, verslechterde de positie van de Joden in Maastricht opnieuw. Diverse Joodse families vestigden zich daarna elders, onder andere in de naburige dorpen Eijsden en Meerssen. Pas in de Franse tijd kregen de Maastrichtse Joden dezelfde rechten als alle andere stadsbewoners.
In 1840, het jaar waarin de nieuwe synagoge werd opgeleverd, telde de Joodse gemeente van Maastricht 375 leden. In 1869 waren dat er 429, maar daarna liep het aantal Joden in Maastricht en Limburg terug. Eind jaren 1930 nam de Joodse bevolking van Maastricht weer sterk toe. Aan het begin van de Tweede Wereldoorlog telde de Joodse gemeente van Maastricht ruim 500 zielen, waarvan er na de oorlog ongeveer 120 over waren. Tussen juni 1942 en april 1943 werden minstens 300 Joodse inwoners van Maastricht opgepakt, gedeporteerd naar Polen en daar vervolgens omgebracht. In 1952 werd een sobere gedenksteen met een Hebreeuwse tekst en een davidster tegen de noordgevel van de synagoge geplaatst. In 2005 werd er op de Joodse begraafplaats een gedenksteen onthuld voor de ruim 45 in de oorlog omgekomen Joodse kinderen uit Maastricht. Vanaf 2012 worden op diverse plaatsen in Maastricht stolpersteine geplaatst ter herinnering aan de vermoorde medeburgers. In 2020 werd een tweedelige Holocaust-plaquette bevestigd aan de zuidgevel. De plaquette memoreert alle slachtoffers van de Holocaust in Maastricht, ook de niet-joodse.
Sinds 1986 zijn de Joodse gemeenten van Heerlen, Sittard en Roermond samengevoegd in de NIHS-Limburg. Vier jaar later werd het 150-jarig bestaan van de gemeente gevierd, waarbij een plaquette werd onthuld. In 1998 telde de Joodse gemeente te Maastricht 61 leden. Rabbijn is vanaf september 2001 Ya'akov Shapiro.

### Voorlopers van de huidige synagoge
Maastricht heeft in de loop der eeuwen diverse synagoges gehad. In een schepenbrief uit 1295 wordt gesproken over een platea judaeorum (de huidige Jodenstraat), waar volgens een handschrift uit 1377 een synagoge moet hebben gestaan, waarschijnlijk op de hoek met de voormalige Bokstraat, tegenwoordig Kesselskade. Vlakbij bevond zich de Jodenpoort, die toegang gaf tot de Maaskade. Of er van de 14e tot de 18e eeuw een (huis)synagoge in Maastricht heeft bestaan, is niet met zekerheid te zeggen, hoewel dit onwaarschijnlijk is.
Eind 18e eeuw, in elk geval vanaf 1782, hadden de Maastrichtse Joden de beschikking over een kleine huissynagoge in een achterhuis aan de Markt. Waarschijnlijk vanaf 1797 was de huissynagoge gevestigd boven de inrijpoort van het pand Kleine Gracht 3. Deze ruimte was zo bekrompen dat de Joodse gemeente verzocht de leegstaande kapel van het voormalige Sint-Servaasgasthuis te mogen gebruiken, maar deze werd in 1821 gesloopt. Soortgelijke verzoeken betreffende de Augustijnenkerk en de Capucijnenkerk leverden evenmin iets op.

### Bouw van de synagoge
De nieuwe synagoge werd gebouwd op een voormalig kloosterterrein van de kapucijnen (de "kleine Capucijnentuin") op de hoek van de Bogaardenstraat en de Capucijnengang, een terrein dat in 1838 door de gemeente gratis ter beschikking werd gesteld. Het ontwerp van het nieuwe godshuis was van stadsbouwmeester en tekenleraar Mathijs (Mathieu) Hermans (1789-1842), die eerder de verbouwing van het klooster Calvariënberg tot ziekenhuis en de verbouwing van de Tweede Minderbroederskerk tot rechtbank had geleid, en in Cadier en Keer de uitbreiding van de parochiekerk van Keer had ontworpen. Op 21 augustus 1840 werd de nieuwe hoofdsynagoge in gebruik genomen, waarbij een feestelijke stoet vanaf de Kleine Gracht, onder marechaussee-begeleiding en gadegeslagen door duizenden belangstellenden, naar de Bogaardenstraat trok, terwijl het stadhuiscarillon speelde. In het nieuwe gebouw waren ook leslokalen voor de in 1833 opgerichte Joodse school.

### Vernieling en herstel
Na de deportatie van de Maastrichtse Joden tijdens de Tweede Wereldoorlog werd het gebouw door de Duitse bezetter geconfisqueerd en als opslagplaats gebruikt. Een groot deel van de inventaris werd vernield. Wel konden de wetsrollen tijdig in veiligheid worden gebracht. In 1965 bleek dat ook het archief van de Joodse gemeente Maastricht behouden was. Amerikaanse soldaten hielpen na de bevrijding van Maastricht in september 1944 mee de ergste chaos in de synagoge op te ruimen. De eerste jaren werd de naastgelegen vergaderzaal als gebedsruimte gebruikt. Vanaf 1952 werden weer diensten gehouden in de provisorisch herstelde synagoge. Van 1964-'67 werd de synagoge onder leiding van architect Gerard Snelder gerestaureerd, waarna het gebouw op 24 september 1967 opnieuw plechtig in gebruik werd genomen.

## Beschrijving

### Exterieur

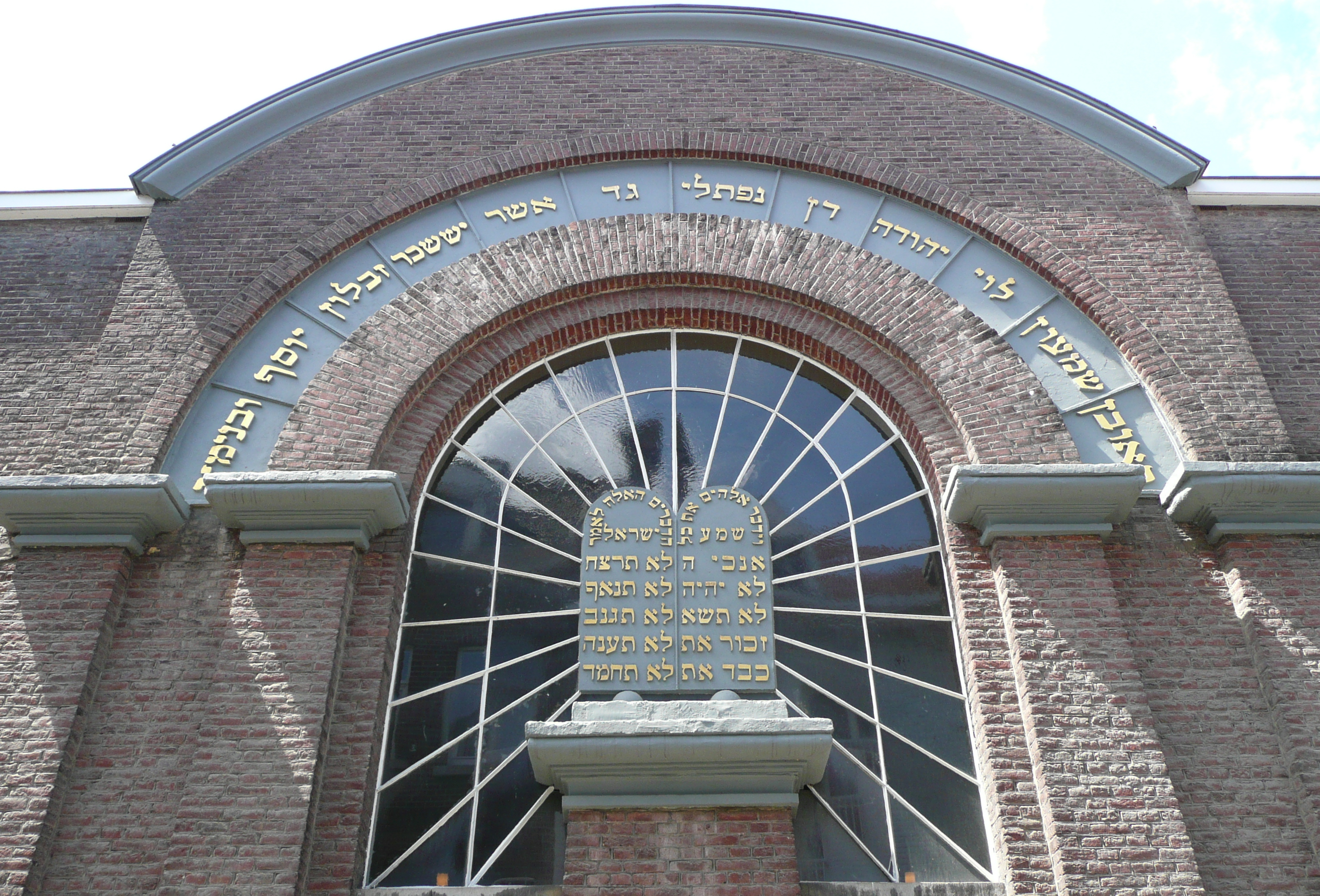
Detail gevel Bogaardenstraat met pilasters, wetstafels en namen van de 12 stammen

De synagoge van Maastricht is gebouwd in de typisch vroeg-19e-eeuwse neoclassicistische stijl ("waterstaatskerkenbouw"). Van de baksteengevels zijn alleen de oost- en westgevels versierd, onder andere met gemetselde pilasters. De oostelijke façade met rondbogen aan de Bogaardenstraat is voorzien van een centraal rondboogvenster met een voorstelling van de stenen tafelen met de tien geboden en daarboven de namen van de twaalf stammen van Israël. Het portaal bevindt zich in een apsis aan de westzijde. In het fronton boven de entree staat een Hebreeuwse tekst. Links en rechts van de apsis bevinden zich de ingangen van de nevenruimten met onder andere een mikwe, klaslokalen, vergaderruimten en een kosterswoning.
Aan de noordelijke muur bevindt zich een plaquette ter herinnering aan de Joodse slachtoffers uit de jaren 1940-45. Aan de zuidelijke zijmuur van het ingangsportaal werd in 1990 een bronzen plaquette onthuld, vervaardigd door Appie Drielsma, waarop het 150-jarig bestaan van de synagoge wordt gememoreerd. Eveneens aan de zuidmuur, echter dichter bij de straat en dus meer in het zicht, bevindt zich sinds 2020 een tweedelige bronzen plaquette ter herinnering aan alle Maastrichtse Holocaust-slachtoffers.

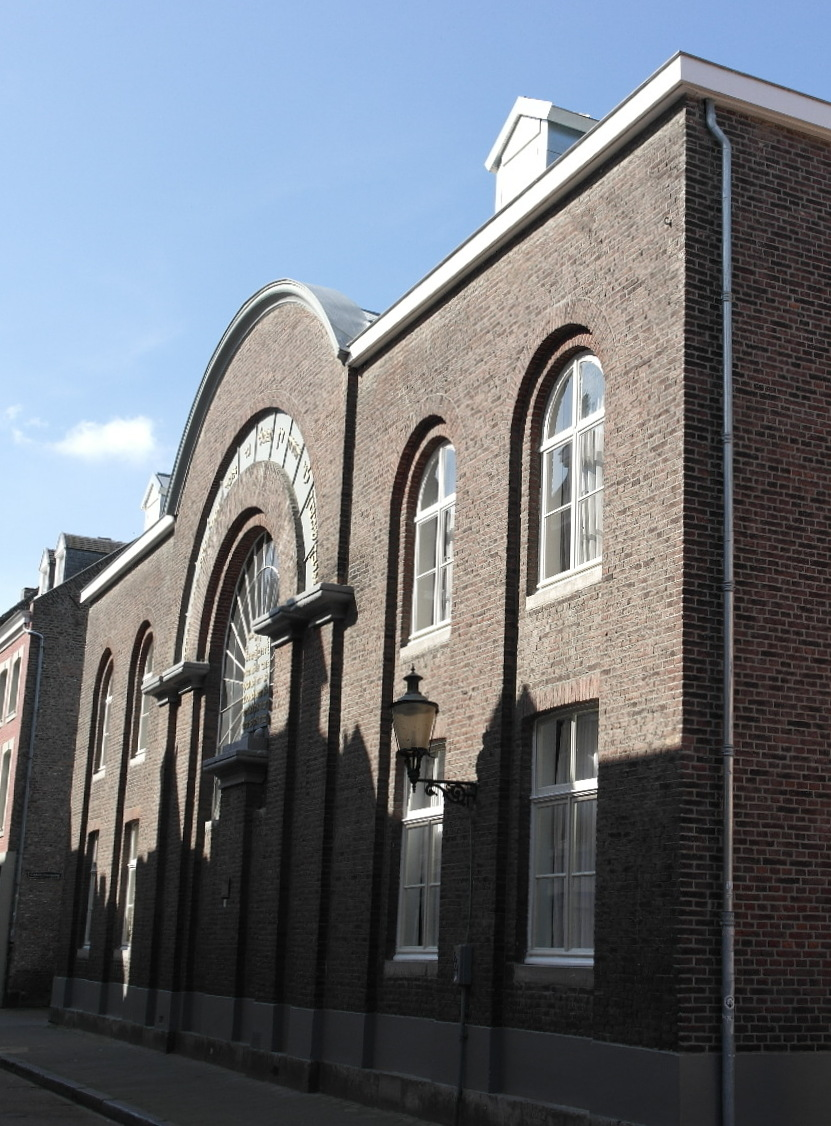
Oostgevel
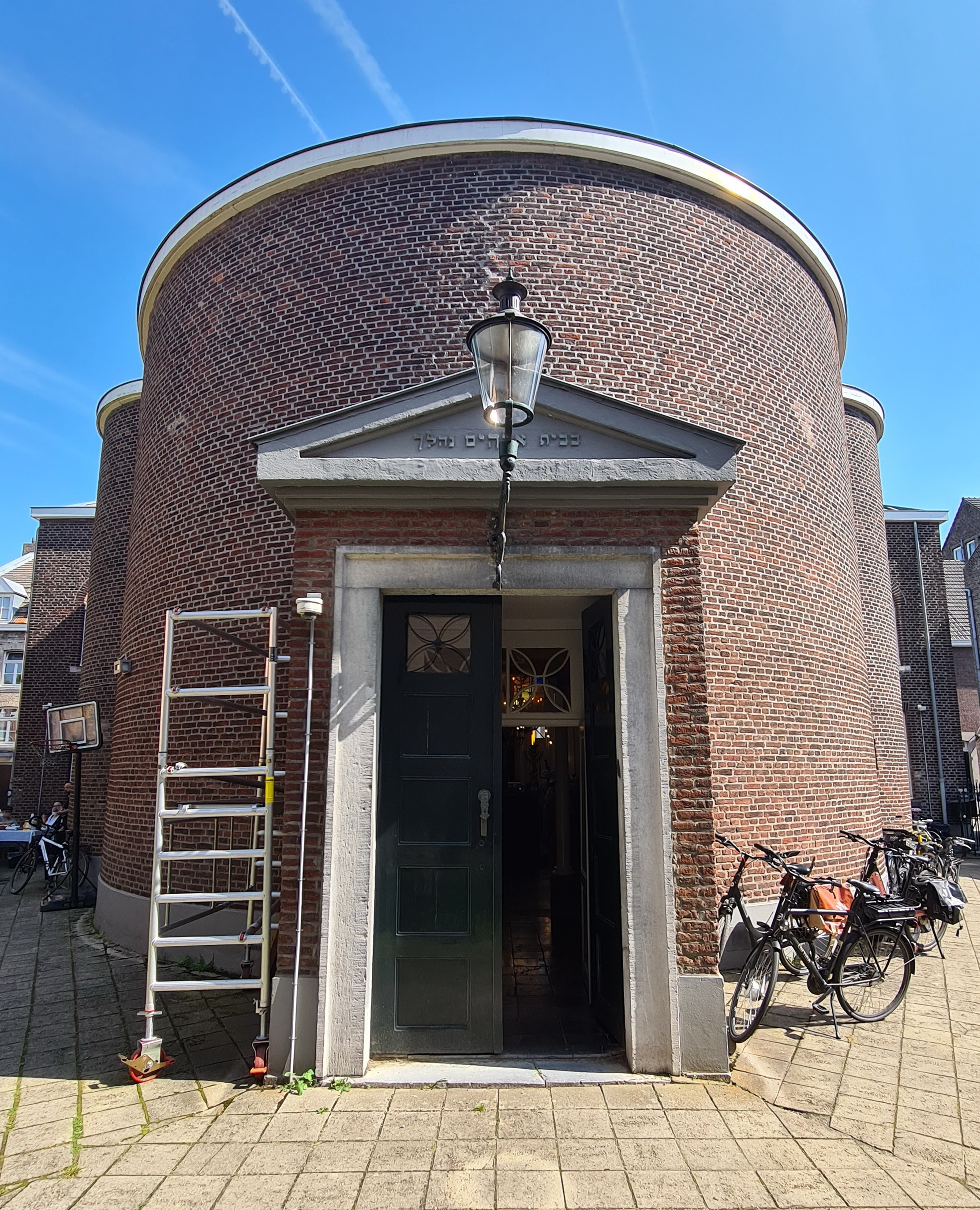
Westelijk portaal
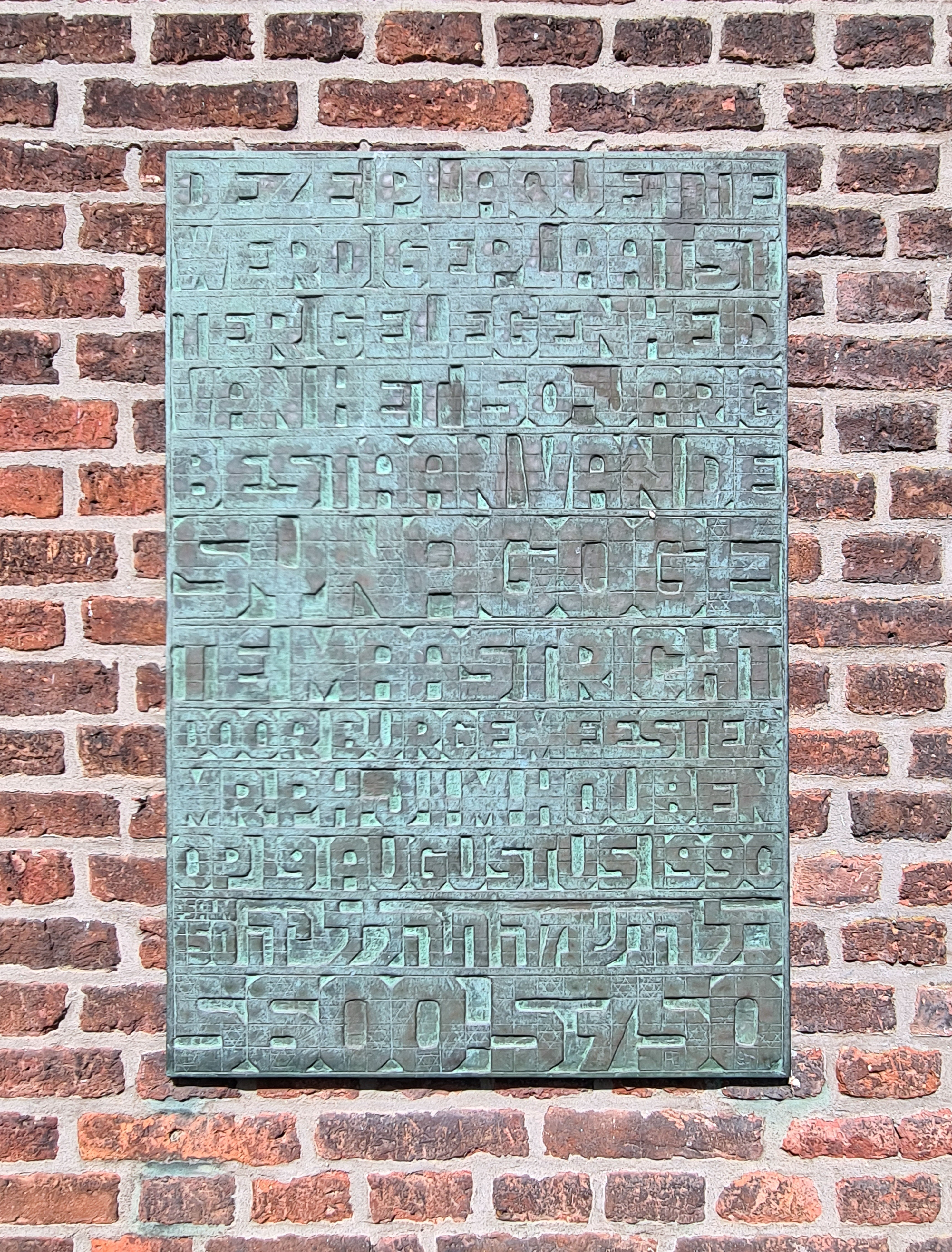
Plaquette 150-jarig bestaan
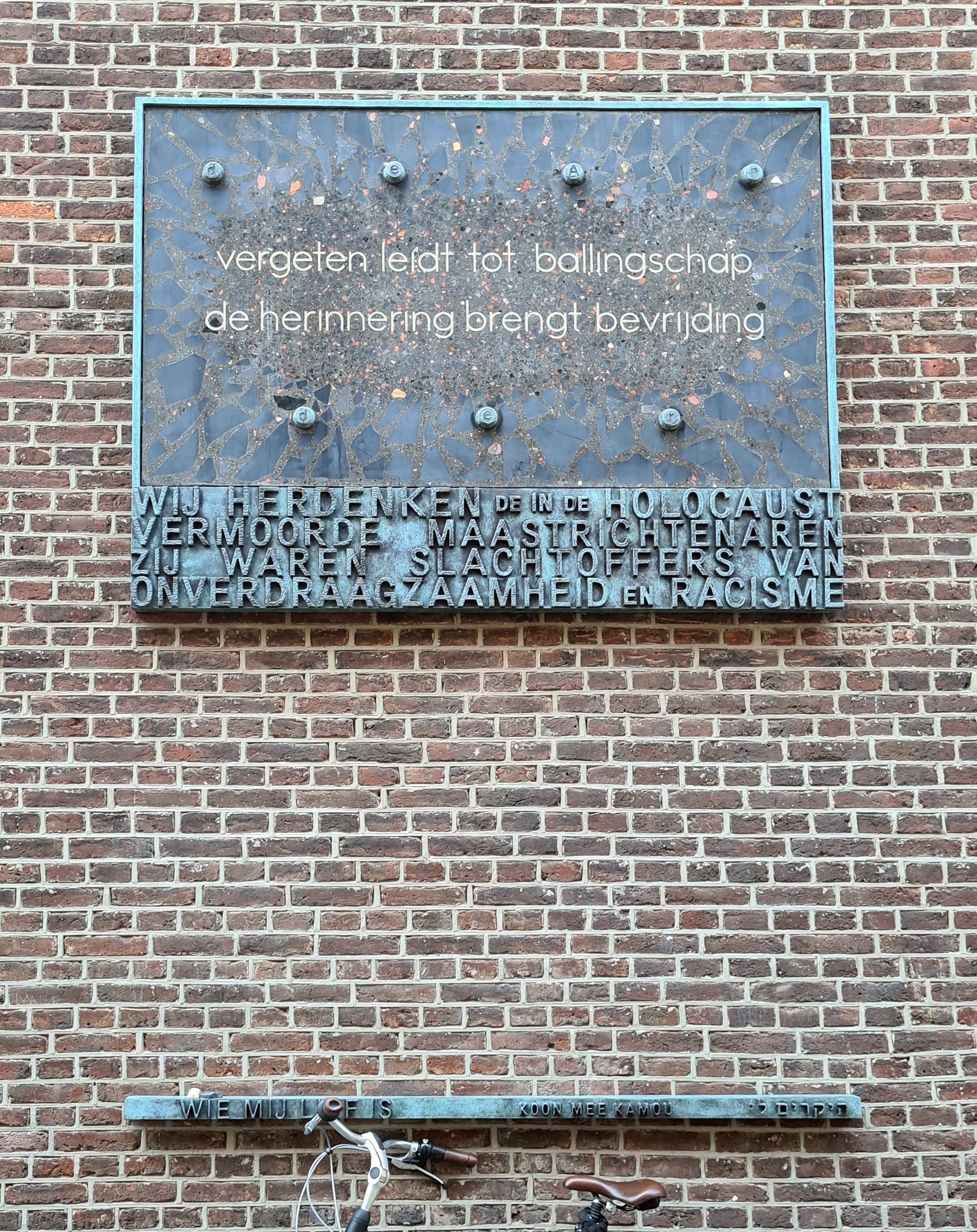
Holocaust-plaquette zuidmuur

### Interieur

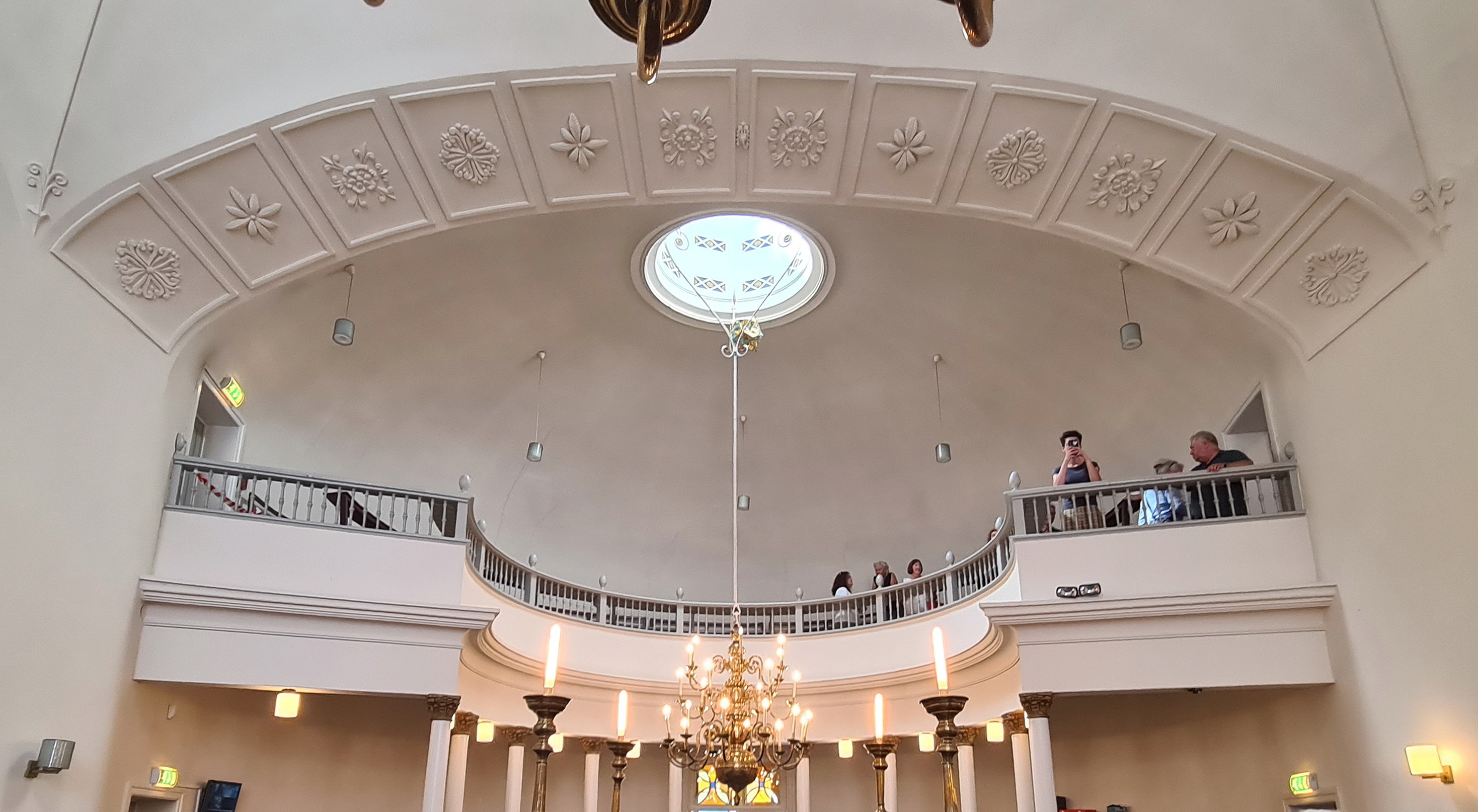
Gezicht op de galerij, neoclassicistisch stucwerk en lichtkoepeltje

Hoewel de hoofdruimte van de synagoge weinig ramen telt, is het interieur licht door de aanwezigheid van een lichtkoepel boven de bima. De muren en gewelven zijn sinds de restauratie in de jaren 1960 stralend wit, waarbij de drukke plafondschilderingen met davidsterren en acanthusbladeren onder de witkalk zijn verdwenen. Alleen de band het neoclassicistische stucwerk bleef gehandhaafd op het plafond. Ook de plavuizenvloer in verschillende tinten, te herkennen op de ontwerptekening van Hermans, is oorspronkelijk. Links en rechts van het grote rondboogvenster bevinden zich teksten op de muur, respectievelijk een gebed voor de staat Israël en haar bewoners en een gebed voor het Koninklijk Huis. Boven de ingangspartij bevindt zich een vrouwengalerij op ranke zuilen met korinthische kapitelen.
Van de originele inventaris rest nog de aron hakodesj (heilige ark) uit 1840 en de twee 24-armige kroonluchters, die tijdens de oorlog in de kelder van het stadhuis van Maastricht waren verborgen. De banken en bima zijn afkomstig van de voormalige synagoge van Meerssen, in 1853 gekopieerd naar het meubilair van de Maastrichtse synagoge.

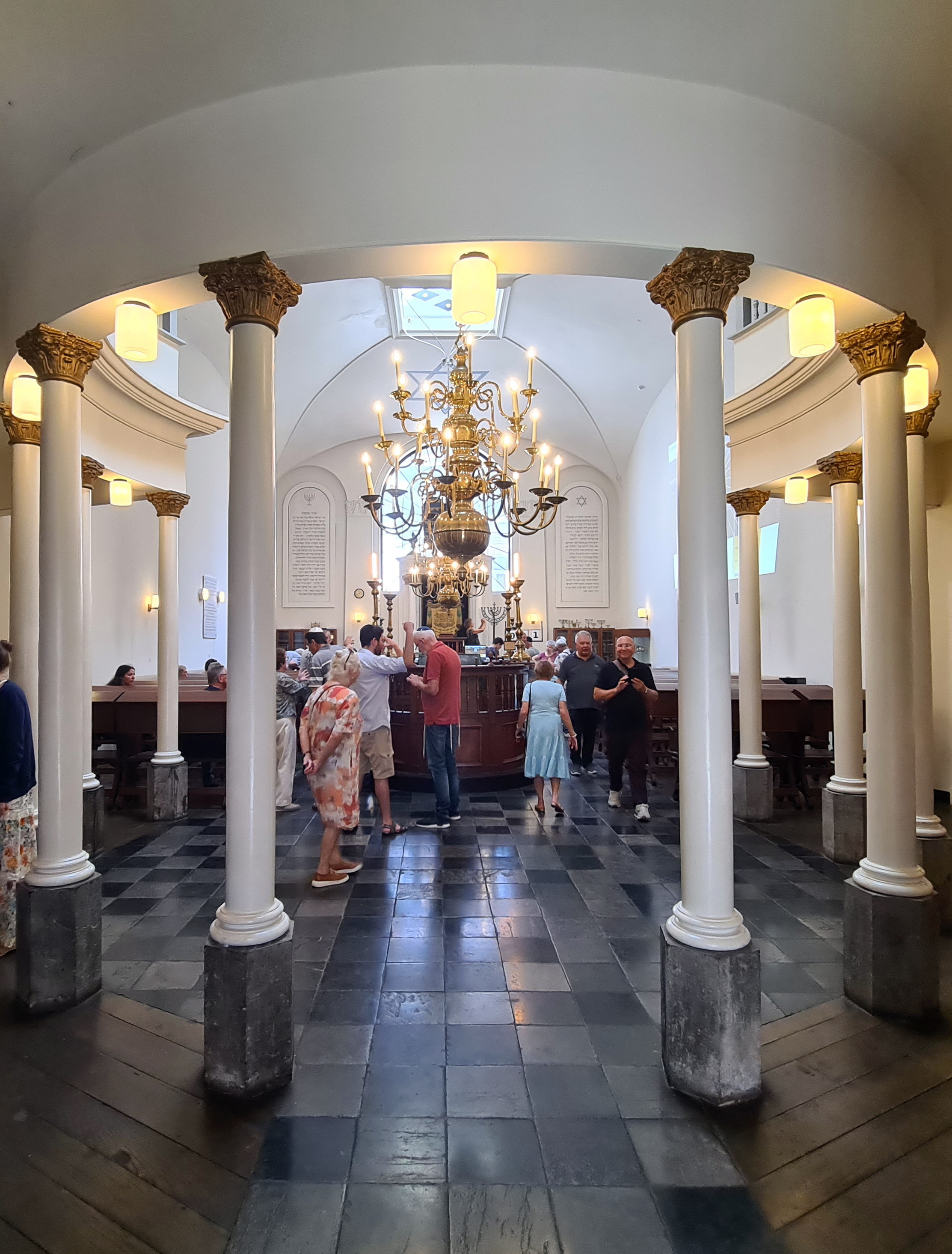
Entreegedeelte en zuilengalerij
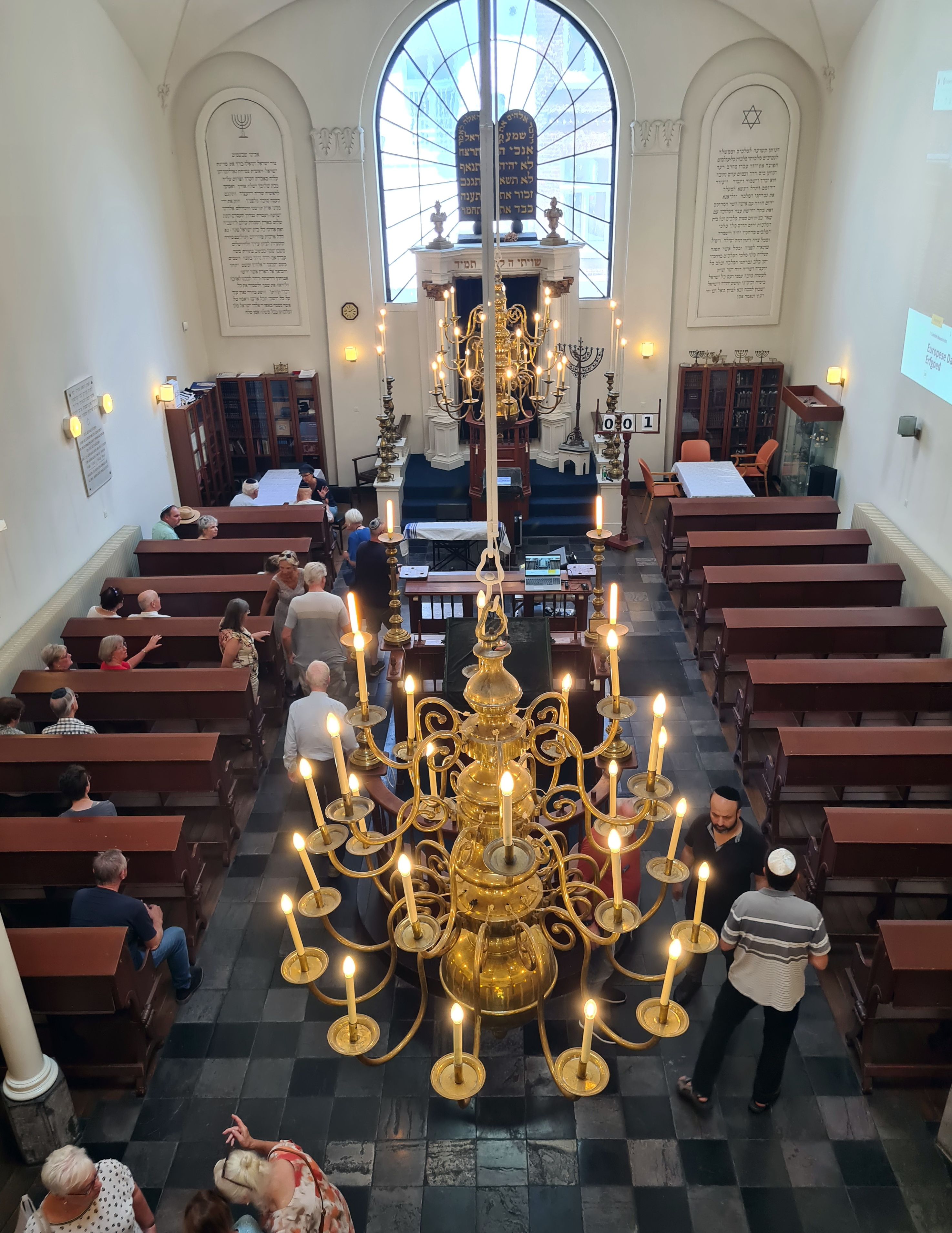
Overzicht vanaf de galerij
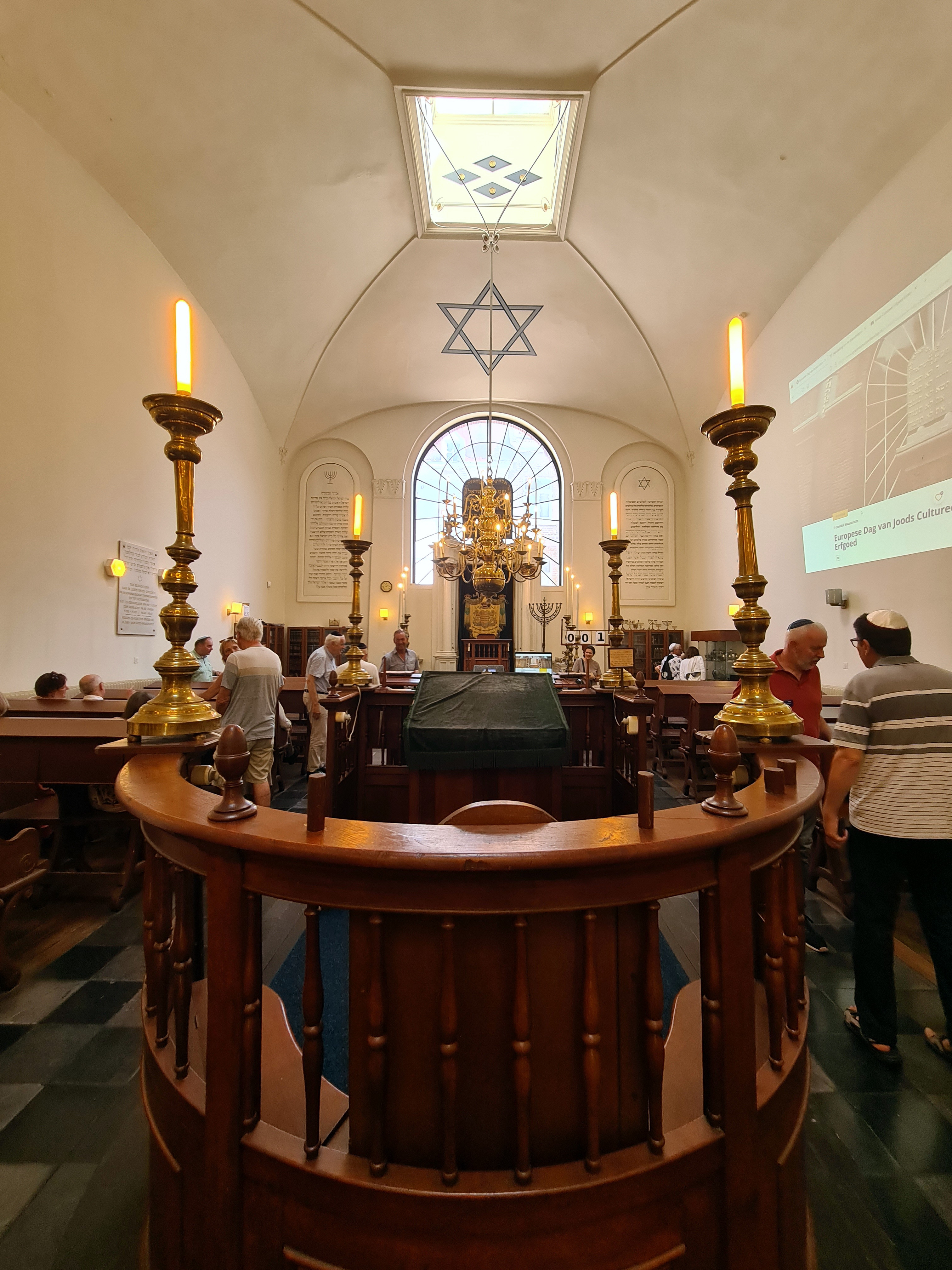
Bima
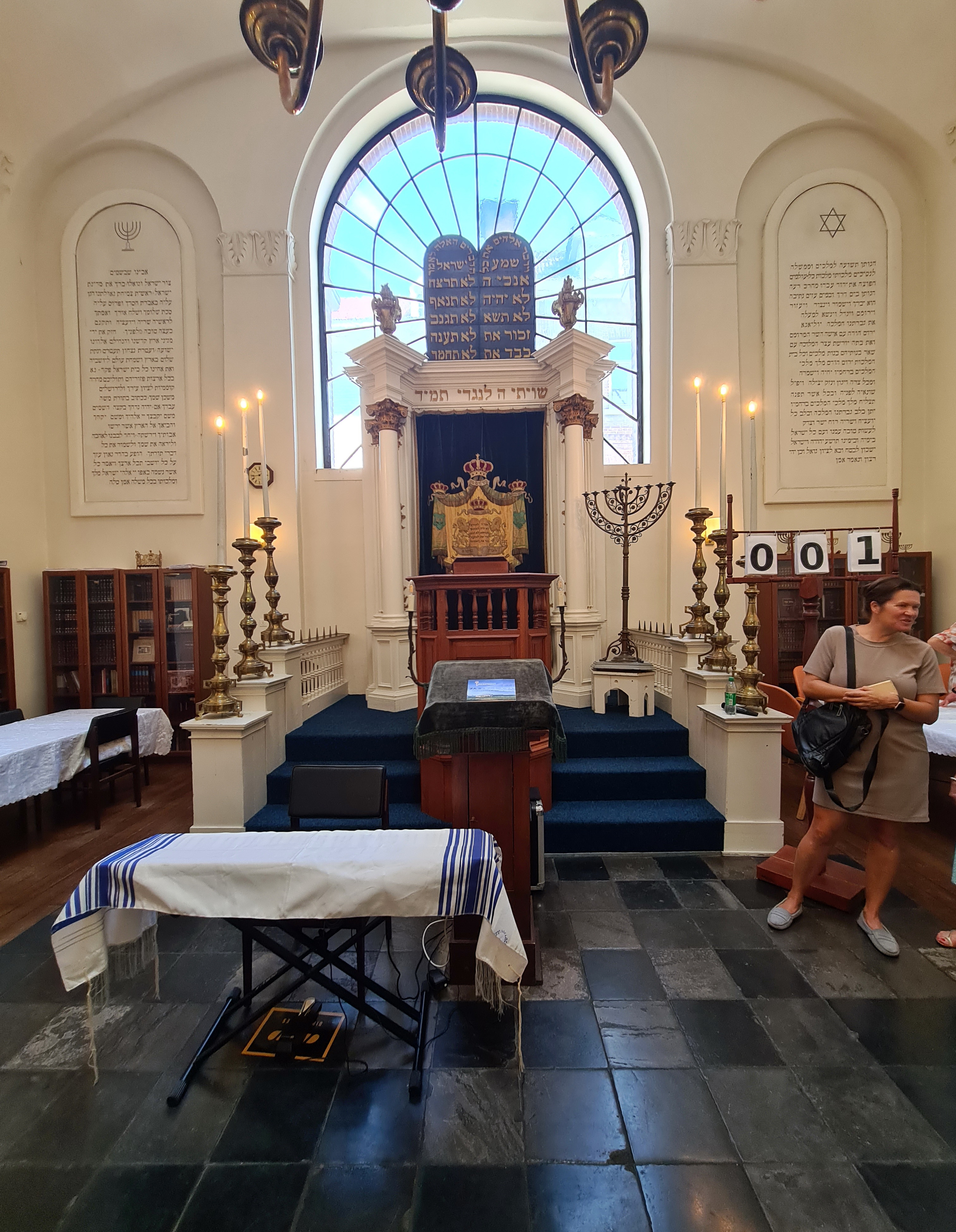
Heilige ark